# Пуйстомяки
Пу́йстомяки (фин. Puistomäki, швед. Parkbacken) — один из районов города Турку, входящий в округ Скансси-Уиттамо.

## Географическое положение
Район расположен к югу от центральной части Турку, гранича на севере с районом Вяхяхейккиля, на западе — Пихлаяниеми, на юге — Уиттамо и Испойненом, а на востоке — Луолавуори.

## Население
В 2004 году население района составляло 734 человек, из которых дети моложе 15 лет составляли 17,30 %, а старше 65 лет — 12,81 %. Финским языком в качестве родного владели 90,46 %, шведским — 5,59 %, а другими языками — 3,95 % населения района.